# Savezna povelja
Savezna povelja ili Sporazum o Švicarskoj Konfederaciji (njem. Bundesbrief) jedan je od najranijih ustavnih dokumenata Švicarske. Ugovor o savezu iz 1291. između kantona Uri, Schwyz i Unterwalden, Povelja je jedan u nizu saveza iz kojih je nastala Stara Švicarska Konfederacija. U 19. i 20. stoljeću, nakon uspostave švicarske savezne države, Povelja je u narodnoj mašti postala temeljni dokument Švicarske.
Povelja dokumentira Vječni savez Lige triju šumskih kantona (njem. Ewiger Bund der Drei Waldstätten), zajednicu triju kantona u sadašnjoj središnjoj Švicarskoj. Datira se početkom kolovoza 1291. godine, zbog čega je u 20. stoljeću za švicarski dan državnosti uzet 1. kolovoza. Sastavljena na latinskom jeziku, Povelja se poziva na prethodni (izgubljeni ili nepisani) pakt. Savezna povelja je list pergamenta u veličini 320 × 200 mm i sastoji se od 17 redaka na latinici i dva pripadajuća pečata. Pečat Schwyza izgubljen je između 1330. i 1920. godine. Sada je izložena u Muzeju Švicarskih povelja Konfederacije u Schwyzu.

## Sadržaj
Savez je sklopljen između ljudi alpskih područja Urija, Schwyza i Unterwaldena ( la. homines vallis Uranie universitasque vallis de Switz ac communitas hominum Intramontanorum Vallis Inferioris ). Sudionici se nazivaju conspirirati i (sinonimno) coniurati, što se tradicionalno prevodi na njemački kao "Eidgenossen" (a na hrvatski kao "konfederati").
Povelja je vjerojatno trebala osigurati pravnu sigurnost nakon smrti Rudolfa I. Habsburškog 15. srpnja 1291. godine. Prva dva stavka obvezuju sve tri zajednice na zajedničku obranu triju dolina. Ostatak Povelje odnosi se na pravosudna pitanja: poziva na arbitražu u slučaju sukoba, odbijanje stranih sudaca, utvrđuje smrtnu kaznu za ubojice i progonstvo za piromane i nalaže poslušnost sucima i sudskim presudama. Povelja je u prvi plan stavila pravnu sigurnost općenito, potvrdila postojeće uvjete lokalnog plemstva i time željela osigurati mir u zemlji. Samo dva od sedam paragrafa su relevantna za pomoć u slučaju rata, većina teksta se bavi pitanjima kaznenog i građanskog prava. Osobito se navodi da se sucima mogu smatrati samo ljudi iz svojih redova, tako da se pravni spor ne bi trebao iznositi pred stranog kneza.

## Datum i kontekst
Autentičnost pisma nekada se osporila kao navodna krivotvorina. No, povjesničari se sada slažu da je to svakako proizvod 14. stoljeća. Godine 1991. pergament je radiokarbonski datiran između 1252. i 1312. godine (sa sigurnošću od 85%).
Dokument dakle nije krivotvorina vezan uz nastanak moderne savezne države 1848. godine. Radije bi se to trebalo promatrati u kontekstu 15. poglavlja Zlatne bule iz 1356., gdje je Karlo IV. zabranio bilo kakve conjurationes, confederationes i conspirationes, što se posebno odnosilo na gradske saveze (Städtebünde), ali i druge zajednice koje su se pojavile kroz komunalni pokret u srednjovjekovnoj Europi. Tada je bilo vrlo uobičajeno izrađivati dokumente samo kada je to bilo potrebno. U to vrijeme sporazumi su najčešće bili usmeni, a svaka naknadna dokumentacija mogla bi imati promijenjen sadržaj ili datum kako bi odgovarala trenutnim potrebama.
Povelja je bila dio sustava obrambenih paktova među državama koje su kasnije postale švicarski kantoni. Oni uključuju sljedeće, također izložene u Muzeju Švicarskih povelja Konfederacije:
- 1315.: Savezna povelja Urija, Schwyza i Unterwaldena od 9. prosinca 1315. (poznata i kao Brunnenski pakt )
- 1332: Povelja grada Luzerna s Urijem, Schwyzom i Unterwaldenom
- 1352: Povelja s Glarusom
- 1352: Povelja sa Zugom
- 1451: Ugovor s kneževskom opatijom St. Gallen i Zürichom, Luzernom i Schwyzom i Glarusom
- 1454: Vječni ugovor za St. Gallen sa Zürichom, Bernom, Lucernom i Schwyzom, Zugom i Glarusom
- 1464: Ugovor iz Rapperswila s gore navedenim
- 1481: Ugovor iz Freiburga und Solothurn
- 1501: Ugovor s Baselom za koji je poznato da je broj primjeraka 11, što odgovara 11 pečata.[3]
- 1501: Ugovor sa Schaffhausenom
- 1513: Ugovor s Appenzellom

## Moderno značenje
Savezna povelja iz 1291. prvi se put spominje u inventaru arhiva kantona Schwyz zemaljskog činovnika Franza Antona Frischberga 1724. godine. Baselski odvjetnik i povjesničar Johann Heinrich Gleser objavio ju je 1760. i ujedno dokazao njezinu autentičnost. Malo prije toga, 1758. godine, u Državnom arhivu Nidwalden u Stansu otkriven je njemački prijevod Savezne povelje, za koji se tvrdi da je nastao oko 1400. godine.
Povelja iz 1291. postala je važna u historiografiji Švicarske tek krajem 19. stoljeća. Prije se osnutak Konfederacije tradicionalno daturao u 1307. (Aegidius Tschudi); ovo je još uvijek godina upisana na spomeniku Tell, koji je izrađen 1895. godine.
Ideja o povelji iz 1291. koja predstavlja temeljni dokument Konfederacije prvi je put predložena u izvješću Saveznog odjela unutarnjih poslova od 21. studenog 1889., u kontekstu predložene zajedničke proslave 700. godišnjice osnutka Berna i 600. obljetnica Konfederacije 1891. Proslava državnog praznika 1. kolovoza na temelju datuma u dokumentu prvi put je predložena 1899. (iako je službeno uvedena tek 1994.).
Ideju o izgradnji namjenskog nacionalnog spomenika u kojem će se nalaziti temeljni dokumenti Konfederacije prvi su 1891. predložili savezni vijećnici Emil Welti i Carl Schenk. Ovaj je plan revidiran 1915. godine tijekom priprema proslave 600. obljetnice bitke kod Morgartena, ali je njegova realizacija bila odgođena zbog Prvog svjetskog rata. Nakon rata kanton Schwyz je zatražio federalnu potporu za projekt, koja je odobrena god. 1928. godine. Dizajniran od strane Josepha Beelera 1933., Bundesbriefarchiv (Arhiv Savezne povelje) otvoren je 1936. godine. Godine 1979./80. obnovljena je izložbena dvorana, a izvedeni su restauratorski radovi na 21 transparentu i zastavi postavljenom u muzeju. Godine 1998./99. izložba je preuređena. U međuvremenu je ustanova promijenila naziv u Bundesbriefmuseum (Muzej Švicarskih povelja Konfederacije).

## Vanjske poveznice
- Izvorni tekst i prijevodi